# Association française de personnes souffrant de troubles obsessionnels compulsifs
L’Association Française de Personnes souffrant de Troubles Obsessionnels et Compulsifs (AFTOC) est une association loi de 1901 de patients centrée sur un trouble psychique particulier, le trouble obsessionnel compulsif (TOC).
La création en 1992 de cette association, initialement sous la dénomination AFTOC-Tourette, fait écho en France à la création aux États-Unis en 1986 de la Fondation IOCD (en), à cette époque la maladie est en France assez peu connue du grand public[réf. souhaitée]. Restructurée en 1992 sous la simple dénomination AFTOC, cette association est agréée depuis 2007 par le ministère de la Santé.
Agissant pour une meilleure information des personnes atteintes et de leurs proches, organisant des groupes de paroles d'entraide et de soutien, l'association contribue à faire connaître cette maladie du public, des médias et des institutions, son agrément lui permet de représenter les usagers dans le système de santé. Elle est conseillée dans l'aide à la prise en charge thérapeutique du TOC.

## Historique

### Origine

Ancien logo AFTOC.

L’AFTOC a été créée en 1992 par Marc Lalvée, initialement sous la dénomination AFTOC-Tourette, car les deux pathologies sont parfois liées, et certaines personnes atteintes du syndrome Gilles de La Tourette peuvent souffrir également de TOC.
Dans les années 1990, la maladie est encore très mal connue du grand public[réf. nécessaire], les médias en parlent peu, les malades sont peu diagnostiqués (de multiples témoignages de personnes racontant avoir vécu avec ce trouble parfois 10, 20, voire 40 ans, sans connaître parfois précisément la nature de leur problème).

### Reconnaissance officielle
De 2000 à 2005, l'association diffuse l'information sur le TOC, parfois au travers de médias nationaux ,,,.

### Agrément et démocratie sanitaire
En 2007, l'association obtient pour la première fois l'agrément national auprès du ministère de la Santé pour cinq ans. Cet agrément lui donne le statut d'association d'intérêt général (représentation des usagers dans les instances de santé), en lui donnant la capacité d'agir pour défendre leur cause, comme la demande une meilleure prise en charge. Cet agrément sera renouvelé en 2012 sous le n°N2012RN0078, puis à nouveau pour cinq ans en 2017 sous le n°N2017RN0053.  

Logo AFTOC

De 2007 à 2017, en poursuivant ses actions d'information et d'animation de groupes de paroles, l'association participe à  plusieurs instances représentatives quand cela lui est possible : le Comité de protection des personnes (CPP), groupes de travail ANSM/Associations (Agence Nationale de Sécurité du médicament et des produits de santé).
En 2017, l'association devient partenaire de l'International Obsessive Compulsive Disorder Foundation (IOCD) (en).

## A quels besoins répond l'association?
Comme les autres associations de patients, l'AFTOC ne peut en aucun cas se substituer à un médecin, ni délivrer de conseils thérapeutiques,. Il s'agit uniquement d'une entraide mutuelle qui doit arriver en complément d'une réponse thérapeutique plus globale (médicaments psychotropes, psychothérapie) selon ce que le corps médical propose.
D'un autre côté, du point de vue médical, le signalement au patient de l'existence de l'AFTOC est conseillé dans la prise en charge thérapeutique du TOC.

## Actions
L'AFTOC par sa nature regroupe les personnes concernées par cette pathologie : les souffrants eux-mêmes, mais aussi des proches aidants, d'anciens malades, et des médecins ou psychologues sympathisants. L'association a pour objectifs d'aider les patients et leur entourage à mieux comprendre la maladie, à leur apporter un soutien, d'informer le public et la profession médicale, et de promouvoir des actions de recherche.  

### Information des malades
L'association accomplit en premier lieu une mission d'information vers les malades et les familles, pour expliquer la nature de ce trouble, faire connaître les thérapies possibles, conseiller et orienter.   
Dans l'idée d'écouter, de conseiller et de rassurer, l'association a mis en place un service téléphonique gratuit et anonyme. Ce service peut orienter vers un groupe de parole et de soutien.

### Groupes de parole et de soutien
De par son statut associatif, l'association offre aux malades et à leurs proches un cadre favorisant l'expression et l'entraide mutuelle au sein de groupes de parole et de soutien,,,, ouverts à tous et aux anonymes.

### Information du public et des institutions
Pour mieux faire connaître cette maladie l'AFTOC participe à différentes actions générales, en organisant parfois des conférences. Elle participe (lorsque cela est possible) aux congrès annuels de l'Association Française de thérapie comportementale et cognitive (AFTCC) ou de l'Association Française de Promotion de la Santé Scolaire et Universitaire (AFPSSU).
Pour lutter contre la stigmatisation des maladies psychiques, elle relaie les actions de la Semaine d'Information sur la Santé Mentale (SISM), ou en étant présente, depuis 2014, à la Mad Pride.

### Représentations et participations à la recherche
L'association se tient également au courant des progrès médicaux et de la recherche, et essaye de promouvoir, de soutenir ou de participer à toute consultation publique ou action et recherche pouvant contribuer à mieux comprendre ce trouble ou pouvant aider à une meilleure prise en charge ou au mieux-être des personnes en souffrance,,.

## Organisation
Le président actuel est Eric Wynckel depuis 2022[réf. souhaitée].
Le nombre de membres est actuellement d'environ 500, parmi ces adhérents, 32 sont membres actifs en 2017. L'association a compté jusqu'à 1 500 personnes dans les années 1998 à 2000. Un déclin global d'adhérents depuis une quinzaine d'années est constaté. Cette diminution globale, et la relative petite taille de l'association ne lui permettent pas d'agir autant que cette maladie l'exigerait[réf. souhaitée].
L'association publie sa revue trimestrielle Le défi émotionnel, de 8 à 16 pages, relatant la vie de l'association et donnant une information variée sur les TOC (témoignages, explications sur la maladie, suivi des travaux de recherche, bibliographies...).

### Associations équivalentes à l'étranger
- Aux États-Unis existe depuis 1986 l'International Obsessive Compulsive Disorder Foundation (IOCD) (en), une fondation uniquement américaine à ses débuts, mais maintenant internationale, et développant des partenariats globaux en direction de différents pays dans le monde. Leurs buts : éducation, sensibilisation, formation, accès aux ressources et à la recherche.
- En Allemagne existe depuis 1995 Deutsche Gesellschaft Zwangserkrankungen (de), une association immatriculée (eingetragener Verein) qui a pour objectif de "Combattre le trouble obsessionnel-compulsif dans toutes ses manifestations".
- En Belgique, la Ligue Trouble Obsessionnel Compulsif (Ligue TOC).